# Кану, Фабьен
Фабьен Кану (род. 23 апреля 1960, Сен-Валери-ан-Ко) — французский дзюдоист, чемпион и призёр чемпионатов Франции, Европы и мира, участник летних Олимпийских игр 1984 года в Лос-Анджелесе и 1988 года в Сеуле. Выступал в средней весовой категории (до 86 кг). В 1983 году стал чемпионом Франции, а затем трижды становился чемпионом страны, и ещё трижды — серебряным призёром. На Олимпиадах в Лос-Анджелесе и Сеуле занял пятые места.

## Выступления на чемпионатах Франции
- Чемпионат Франции по дзюдо 1983 года — ;
- Чемпионат Франции по дзюдо 1985 года — ;
- Чемпионат Франции по дзюдо 1986 года — ;
- Чемпионат Франции по дзюдо 1987 года — ;
- Чемпионат Франции по дзюдо 1988 года — ;
- Чемпионат Франции по дзюдо 1989 года — ;
- Чемпионат Франции по дзюдо 1990 года — ;
- Чемпионат Франции по дзюдо 1991 года — ;